# Alexéi Efros
Alexei Lvovich Efros (en ruso: Алексей Львович Эфрос; San Petersburgo, 1938) es un físico teórico estadounidense que se especializa en física de la materia condensada. Actualmente es profesor distinguido en la Universidad de Utah.

## Biografía
Nació en 1938 en Leningrado (hoy San Petersburgo), Unión Soviética (actual Rusia). Recibió su Maestría en Ciencias del Instituto Politécnico de Leningrado en 1961 y su doctorado en el Instituto Físico-Técnico Ioffe en 1962. Después de graduarse, continuó trabajando en el Instituto Ioffe y en el proceso obtuvo un segundo doctorado en 1972 en física de semiconductores. En 1986 recibió el Premio Landau de física teórica otorgado por la Academia de Ciencias Soviética. En 1987 fue ascendido a científico principal del Instituto Ioffe y se desempeñó como profesor en el Instituto Electrotécnico de Leningrado. Durante la disolución de la Unión Soviética en 1989, emigró a Estados Unidos y fue un distinguido académico visitante en la Universidad de California en Riverside. En 1991, se trasladó a la Universidad de Utah y fue ascendido a profesor distinguido en 1994. En 1992, fue elegido miembro de la Sociedad Estadounidense de Física "por su trabajo sobre la teoría del transporte en sistemas desordenados". En 1997 recibió el Premio Humboldt.
En 2018, recibió el Premio Oliver E. Buckley de Física de la Materia Condensada 2019 por su "investigación pionera en la física de materiales desordenados y conductividad de salto" junto con Elihu Abrahams y Boris I. Shklovskii.

### Vida personal
Su hijo, Alexei A. Efros es profesor asociado de informática en la Universidad de California en Berkeley.